# Овсюк Олександр Михайлович
Олександр Михайлович Овсюк (17 серпня 1939, Красний Луч) — український дипломат, правознавець, письменник. Кандидат юридичних наук.

## Біографія
Народився 17 серпня 1939 року в місті Красний Луч на Луганщині. З початком війни ріс у діда в селі Мала Бурімка на Черкащині. Закінчив Інститут східних мов при Московському державному університеті. Під час навчання неодноразово відвідував Індію.
З 1965 року працював третім секретарем відділу преси Міністерства закордонних справ Української РСР під керівництвом Юрія Єгорова, згодом перейшов працювати в протокольно-консульський відділ, який очолював Володимир Циба. Додатково викладав англійську мову в Київському автодорожньому інституті.
На початку 70-х років працював аташе Постійного Представництва УРСР при ООН у Нью-Йорку, яке очолював Михайло Поляничко та його заступник Михайло Гетьманець.
Восени 1973 року був членом делегації УРСР на черговій сесії Генеральної Асамблеї ООН у Нью-Йорку, яку очолював Георгій Шевель.
З 1976 року співробітник Інституту держави і права Академії наук України.
З 1985 по 1999 рр. — працював в Управлінні Верховного комісара ООН з прав людини в Женеві.
З 1999 року на пенсії, мешкає в Швейцарії.

## Автор творів
- Обрії близьких і далеких світів/ Олександр Овсюк. — К.:Амадей, 2006. — Мова українська. — с.688, ISBN 966-7689-47-6[1]
- Дорогами і континентами. Нариси, оповідання, спогади. — К.: Задруга, 2013. — Мова українська. — с.480, ISBN 978-966-406-074-2
- Зустрічі з незвіданим і прекрасним. Нариси, есеї. К.: Задруга, 2017. — Мова українська. — с.440, ISBN 978-966-432-203-1
- Поле битви - мова. К.: Задруга, 2017. — Мова українська. — с.34, ISBN 978-966-432-203-4
- Межи людей. Повість, оповідання, нариси, есеї, спогади. К.: Задруга, 2018. — Мова українська. — с.332, ISBN 978-966-432-203-7

## Автор наукових праць
- Закон, гражданин, общество. Александр Овсюк, 48 с. 20 см, Киев общество Знание, УССР, 1978.
- Международно-правовая защита трудящихся-мигрантов и их дискриминация при капитализме. Александр Михайлович Овсюк. Академия наук Украинской ССР. Институт государства и права. Наукова Думка, 1980. — 144 стор.[2]
- Идеологическая борьба и права человека / А. Овсюк, 112 с. 16 см, Киев Политиздат Украины 1982.[3]
- Овсюк, Александр Михайлович. «Информацию — на службу миру и сотрудничеству». Киев о-во «Знание» УССР 1985 — 47 с. 20 см[4]
- Біженці в Європі / О. М. Овсюк // Часопис Київського університету права: Український науково-теоретичний часопис . — 10/2002 . — N4 . — С.73-80.[5]